# Ulrich Müller-Doppler
Ulrich Georg Müller-Doppler (* 7. August 1961 in Köln) ist ein deutscher Flötist. Er ist seit Juni 2013 Professor für Flöte an der Liceo de Cagayan University auf den Philippinen.

## Leben
Ulrich Müller-Doppler entstammt der Familie der Flötisten und Komponisten Albert Franz Doppler und Karl Doppler. Er begann seinen Musikunterricht im Alter von vier Jahren und studierte bei Walter Jeschke in Duisburg, Mathias Rütters in Essen und Jean Michel Tanguy in Brüssel. Er hatte Privatunterricht und Meisterkurse bei Jean-Pierre Rampal in Paris. Er schloss sein Studium mit dem Diplôme Supérieur bei Jean Michel Tanguy am Königlichen Konservatorium Brüssel ab. Ebenso besuchte er Meisterkurse bei Peter Lukas Graf und Andras Adorjan.
Er spielte mit verschiedenen Orchestern wie zum Beispiel den Berliner Philharmonikern, dem Folkwang Kammerorchester Essen, dem Stuttgarter Kammerorchester, dem Rome Festival Orchestra (als Solo-Flötist unter Claudio Abbado) und dem Orchestre National de Belgique. Er trat als Solist und Kammermusiker bei verschiedenen Festivals auf, u. a. 1996 beim International Flute Festival in Rom (Academia de Flautista) und 1998 bei der International Flute Association of America mit Konzerten und Meisterklassen in Boston, Atlanta und New Orleans.
Er ist Solist und Mitglied des Kammermusiktrios Le Trio de Bruxelles, das er zusammen mit Jean Michel Tanguy und Erich Faltermeier bildet. 1999 war er mit dem Trio de Bruxelles auf einer Konzert-Tournee in Korea; 2000 folgte eine Tournee durch die Benelux-Staaten.
Müller-Doppler ist als Herausgeber tätig und veröffentlichte Transkriptionen von Johann Sebastian Bach, Tschaikowsky und Wolfgang Amadeus Mozart für Querflöte und Klavier im Verlag Universal Edition. Müller-Doppler bearbeitete u. a. Mozarts fünf Divertimenti KV 439b, in der ursprünglichen Besetzung für zwei Klarinetten (Bassetthörner) und Fagott, für Flöte und Klavier. Außerdem legte er Bearbeitungen für Flöte und Klavier aus dem Notenbüchlein für Anna Magdalena Bach vor.

## Diskographie
- Doppler plays Doppler, Fronda/Fern (2007)